# نگارخانه استاکیسم بین‌الملل

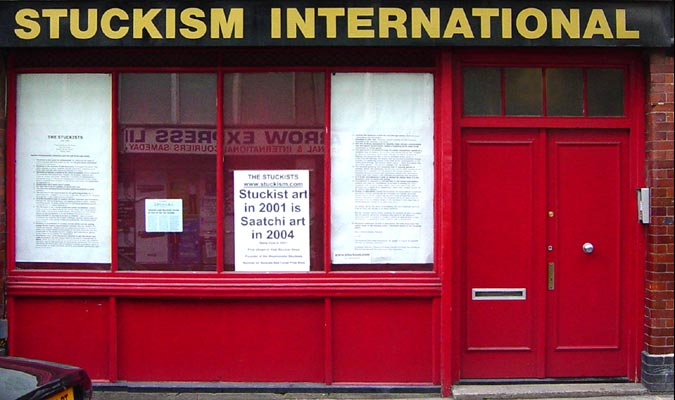
نگارخانهٔ استاکیسم بین‌الملل (۲۰۰۴)

نگارخانهٔ استاکیسم بین‌الملل (به انگلیسی: Stuckism International Gallery) نگارخانهٔ جنبش هنری استاکیسم بود که توسط چارلز تامسون یکی از بنیان‌گذاران جنبش اداره می‌شد. این نگارخانه از سال ۲۰۰۲ تا ۲۰۰۵ در شوردیچ لندن فعال بود.

## نگارخانه

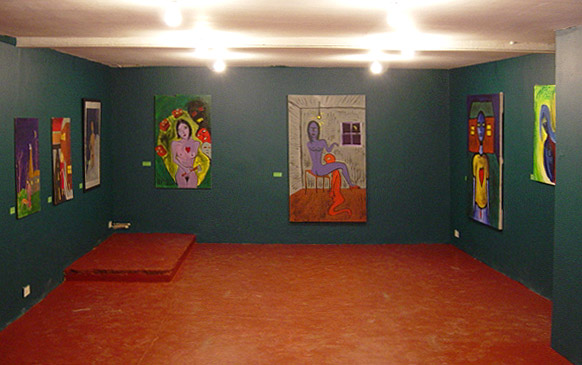
من مدرک نقاشی نمی‌خواهم اگر معنایش این است که نقاشی نکنم، استفان هووارت، جون ۲۰۰۲
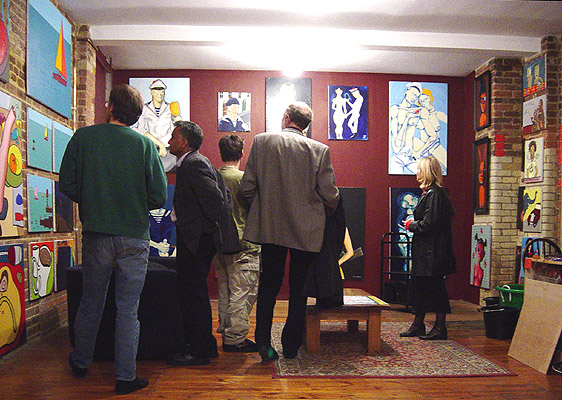
اولین استاکیست بین‌المللی، ژوئیه ۲۰۰۲
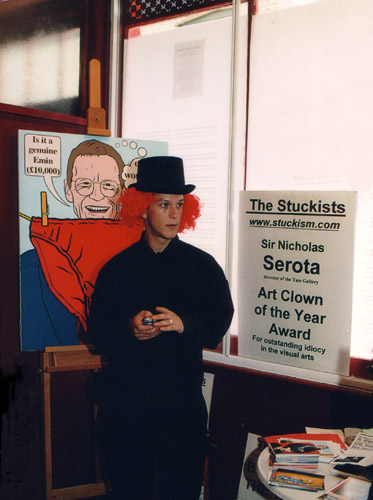
اولین استاکیست بین‌المللی، ژوئیه ۲۰۰۲
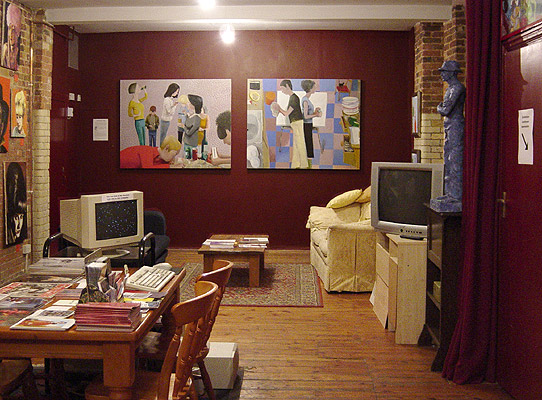
نمایشگاه جایزهٔ ترنر واقعی، دسامبر ۲۰۰۲
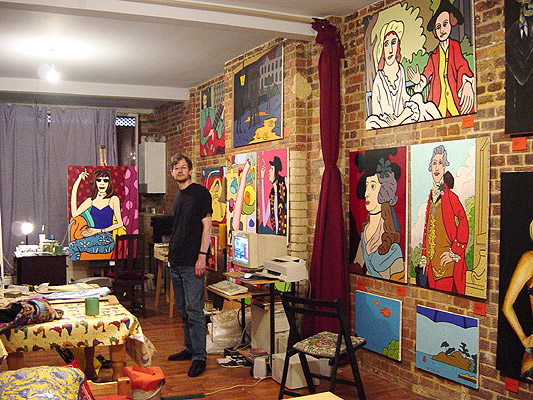
نمایشگاه تابستانی استاکیست‌ها، جون ۲۰۰۳
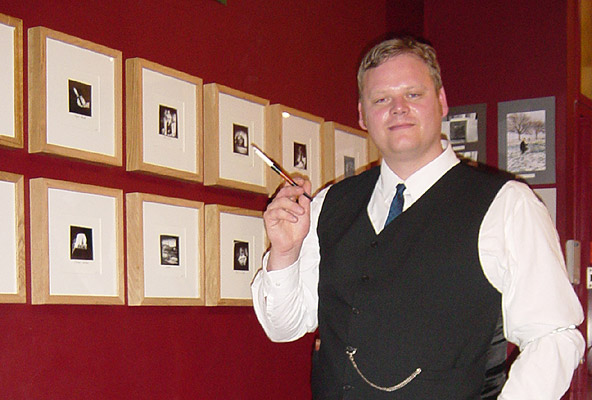
عکاسی سوراخ‌سوزنی یک آقای محترم مشتاق با استعداد، ولف هووارد، اکتبر ۲۰۰۳
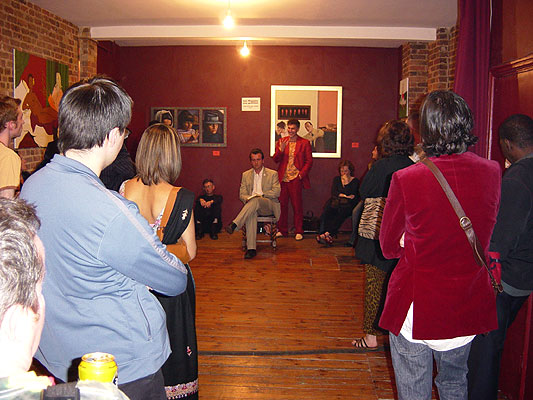
جایزهٔ سکس خوب مجلهٔ تری‌اِی‌اِم، ژوئیه ۲۰۰۴
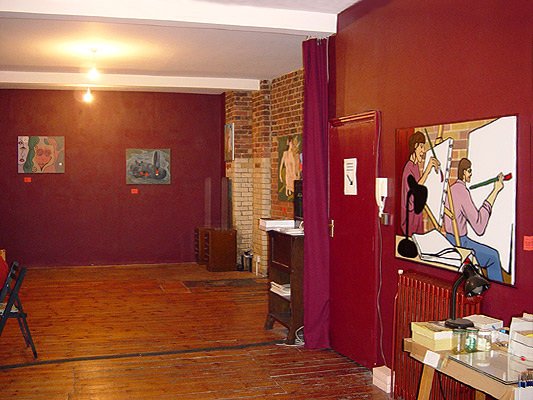
شوک هیستیریکی، جینا بولد، ژوئیه ۲۰۰۴